# Trichodamon froesi
Trichodamon froesi är en spindeldjursart som beskrevs av Cândido Firmino de Mello-Leitão 1940. 
Trichodamon froesi ingår i släktet Trichodamon och familjen Phrynichidae. Inga underarter finns listade i Catalogue of Life.